# Energia renovable a Lituània

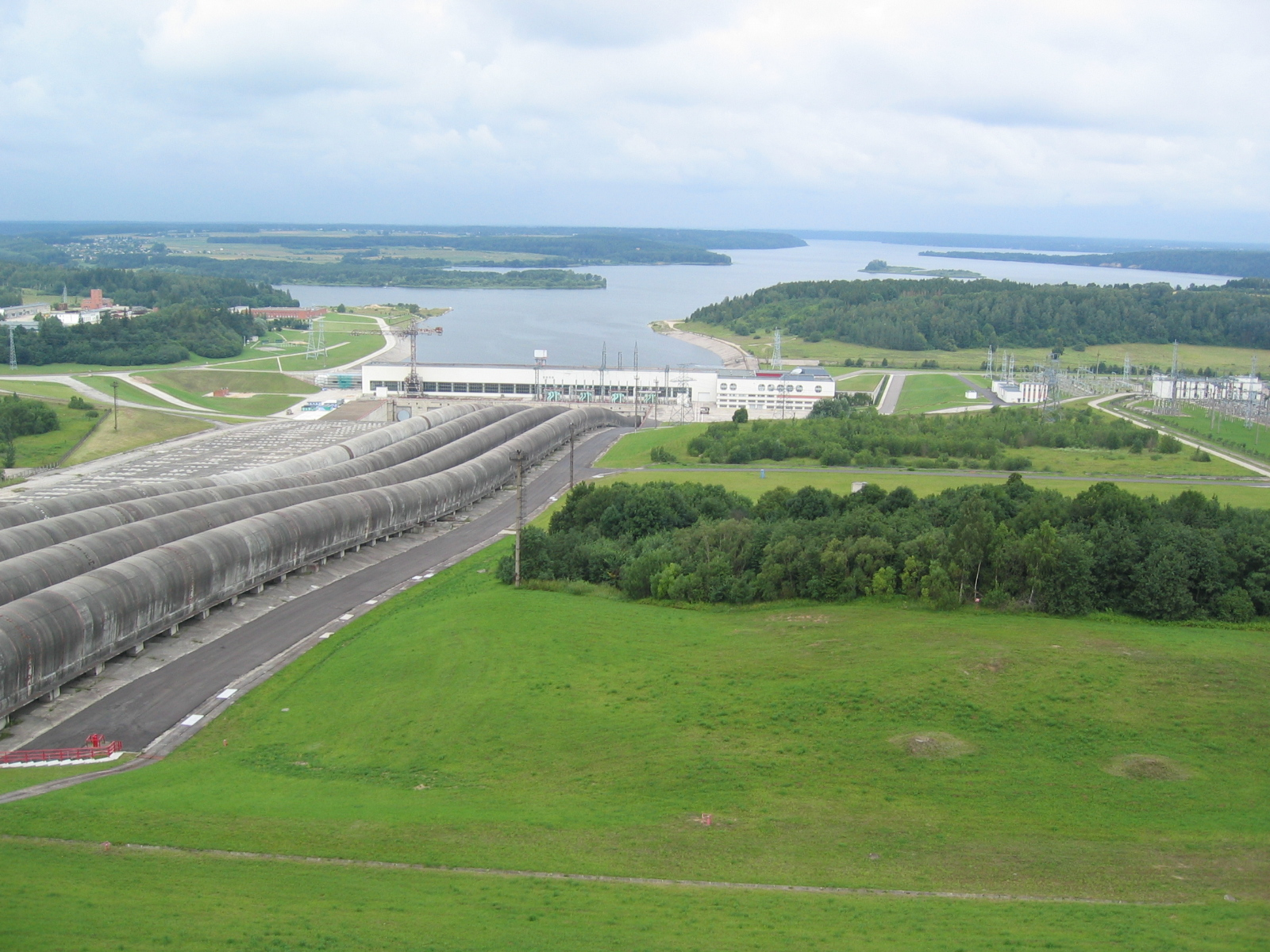
Central hidroelèctrica reversible de Kruonis

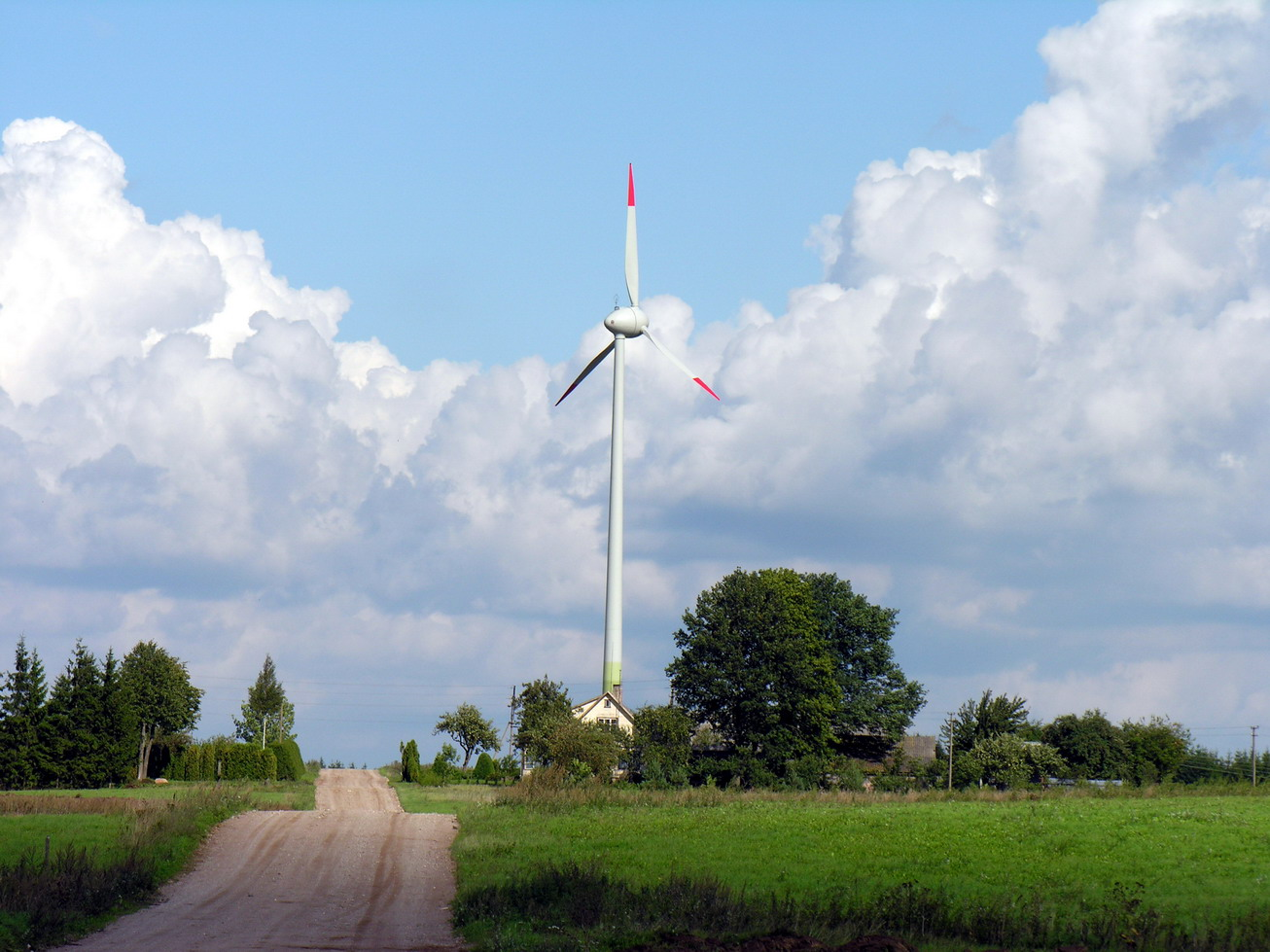
Turbina de vent a Lituània

L'any 2016 la producció d'energia renovable a Lituània va constituir el 27,9% de la producció total d'energia al país. Prèviament el govern lituà va fixar com a objectiu una producció del 23% a l'any 2020, fet que es va aconseguir el 2014; convertint així doncs Lituània en un dels països de la Unió Europea amb major creixement en la producció d'energia renovable.

## Estadístiques
A continuació es mostren les diferents fonts de producció d'energies renovables i la seva aportació al total produït:
| Tipus                   | %    |
| ----------------------- | ---- |
| Biomassa                | 82.5 |
| Eòlica                  | 6.7  |
| Biocombustibles         | 3.9  |
| Hidroelèctrica          | 2.7  |
| Biogàs                  | 2.2  |
| Aprofitament de residus | 1.5  |
| Solar                   | 0.4  |
| Energia geotèrmica      | 0.1  |

## Biomassa
La biomassa representa la font més comuna d'energia renovable a Lituània, sent la majoria de la biomassa utilitzada com a llenya per tal de produir calor. La quantitat d'energia generada per biomassa a Lituània és la segona més alta de la UE per capita. S'espera que a l'any 2020 el país sigui líder dins la pròpia unió en la producció de biomassa.
| País            | Producció de Biocombustible per capita |
| --------------- | -------------------------------------- |
| Lituània        | 0.25                                   |
| Letònia         | 0.23                                   |
| Dinamarca       | 0.22                                   |
| França          | 0.19                                   |
| Estònia         | 0.18                                   |
| Hongria         | 0.17                                   |
| República Txeca | 0.16                                   |
| Espanya         | 0.14                                   |
| Polònia         | 0.13                                   |
| Suècia          | 0.12                                   |
| Irlanda         | 0.12                                   |
| Grècia          | 0.09                                   |
| Àustria         | 0.09                                   |
| Alemanya        | 0.08                                   |
| Bulgària        | 0.08                                   |
| Romania         | 0.07                                   |
| Itàlia          | 0.06                                   |
| Eslovàquia      | 0.06                                   |
| Eslovènia       | 0.05                                   |
| Regne Unit      | 0.05                                   |
| Bèlgica         | 0.04                                   |
| Portugal        | 0.04                                   |
| Netherlands     | 0.03                                   |
| Finlàndia       | 0.02                                   |
| Luxemburg       | 0.00                                   |
| Xipre           | 0.00                                   |
| Malta           | 0.00                                   |

## Biocombustible
A continuació es mostren els consums de biocombustibles i biogàs a Lituània en els darrers anys:
| 97 | 226 | 162 | 64 | 612 | 477 | 135 |

### Biogàs
| Any                       | 2009 | 2010 | 2011 |
| ------------------------- | ---- | ---- | ---- |
| Capacitat (milions de m3) | 9.8  | 20.9 | 23.2 |

## Energia hidroelèctrica
A continuació es presenten les dues centrals hidroelèctriques de Lituània i les seves característiques:
- Central hidroelèctrica reversible de Kruonis: construïda per a actuar com a reserva de la xarxa elèctrica regulant les sobrecàrregues en aquesta vint-i-quatre hores al dia. Té una capacitat instal·lada de: 900 MW (4 unitats, 225 MW cada una).
- Central hidroelèctrica de Kaunas: subministra aproximadament el 3% de la demanda elèctrica de Lituània.[6]

## Energia geotèrmica
A continuació es presenta la única planta de producció d'energia geotèrmica de Lituània:
- Klaipėda planta d'energia geotèrmica: la primera planta de producció d'energia geotèrmica oberta a la regió de la mar Bàltica[7]

## Energia solar
L'any 2010 les instal·lacions generadores d'energia solar a Lituània van generar un total de 2.4MWh d'energia. Als primers mesos del 2014 es van ampliar i millorar aquestes instal·lacions fins a assolir un poder de producció anual de 61MW d'energia solar.

## Energia eòlica
En la següent taula es mostren de forma anual el nombre de molins de vent instal·lats i la capacitat de producció total dels últims anys:
| Any             | 1998-2003 | 2004 | 2005 | 2006 | 2007 | 2008 | 2009 | 2010 | 2011 | 2012 | 2015 | 2016 |
| --------------- | --------- | ---- | ---- | ---- | ---- | ---- | ---- | ---- | ---- | ---- | ---- | ---- |
| Instal·lat (MW) | 0         | 6    | 0    | 42   | 3    | 3    | 37   | 72   | 16   | 46   | -    | 79   |
| Capacitat (MW)  | 0         | 6    | 6    | 48   | 51   | 54   | 91   | 163  | 179  | 225  | 432  | 509  |